# بردسک
شهر بردسک (به روسی: Бердск) در کشور روسیه و در استان نووسیبیرسک واقع شده‌است.